# Stella Quartey
Stella Quartey (* 28. Dezember 1973) ist eine ehemalige ghanaische Fußballspielerin.

## Karriere
Quartey kam während ihrer Vereinskarriere für die Ghatel Ladies (1999) zum Einsatz.
Die Mittelfeldspielerin wurde bereits 1998 für die ghanaischen Nationalmannschaft („Black Queens“) eingesetzt und nahm mit den Black Queens an den Weltmeisterschaften 1999 teil, wo sie zwei Partien bestritt.